# Hard Ball Club 金沢
Hard Ball Club 金沢（ハードボールクラブかなざわ）は、石川県金沢市に本拠地を置き、日本野球連盟に所属する社会人野球のクラブチームである。
2016年現在、石川県に存在する唯一の社会人野球チームである。

## 概要
石川県から社会人硬式野球部がなくなり、社会人となる学生野球出身者の受け皿を作ろうと、金沢市内高校硬式野球部OBたちが2002年に『Hard Base League クラブ』を立ち上げた。
その後、少年野球指導などの活動を行っていく中で、公式戦への出場を望む声が高まり、2004年にチーム名を『Hard Ball Club 金沢』に改称し、2005年3月3日付けで日本野球連盟に加盟した。
2006年、全日本クラブ野球選手権大会に初出場を果たす（2回戦敗退）。

## 沿革
- 2002年 - チームの前身『Hard Base League クラブ』が発足
- 2004年 - チーム名を『Hard Ball Club 金沢』に改称
- 2005年 - 日本野球連盟に加盟
- 2006年 - 全日本クラブ野球選手権大会に初出場（2回戦敗退）

## 主要大会の優勝歴・最高成績
- クラブ選手権　出場4回
- ナショナルクラブベースボールシリーズ　出場1回